# موليبديت
موليبديت هو معدن من معادن الأكاسيد نادر يتكون تركيبه الكيميائي من ثلاثي أكسيد الموليبدنوم.
يوجد على هيئة صفائح متكتلة ذات لون أصفر مخضر، وهي تتبع بنية بلورية ذات نظام بلوري معيني قائم.